# Koordinátatér

Két dimenzióban a koordinátatér azokból a síkvektorokból áll, amelyek kiindulópontja az origó

A matematikában a koordinátatér vagy standard vektortér egy adott test elemeiből álló {\displaystyle n}-esek halmaza, komponensenkénti összeadással és skalárral szorzással ellátva. A koordinátatér elemei koordinátavektorok. A koordinátatér standard bázisa kanonikus egységvektorokból áll. A koordinátaterek közötti lineáris leképezéseket mátrix (matematika)ok ábrázolják. A lineáris algebrában a koordinátatereknek különleges jelentőségük van, mivel minden véges dimenziós vektortér izomorf egy koordinátatérrel.
A két- és háromdimenziós valós koordinátaterek gyakran szolgálnak az euklideszi sík és az euklideszi háromdimenziós tér modelljeként. Ekkor elemeiket egyszerre tekintjük pontoknak és vektoroknak.

## Definíció

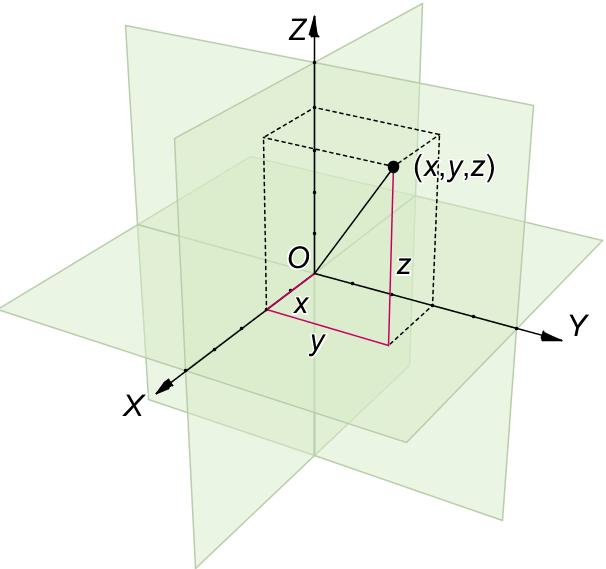
Egy (x,y,z) koordinátavektor, mint helyvektor a háromdimenziós valós koordinátatérben

Legyen {\displaystyle K} test, {\displaystyle n} egy természetes szám, ekkor az
{\displaystyle K^{n}=\{(x_{1},\ldots ,x_{n})\mid x_{1},\ldots ,x_{n}\in K\}}
{\displaystyle n}-szeres Descartes-szorzat az összes {\displaystyle (x_{1},\ldots ,x_{n})} {\displaystyle n}-es halmaza, ahol a koordináták {\displaystyle K}-beliek. Ehhez bevezetjük az {\displaystyle +\colon K^{n}\times K^{n}\to K^{n}} komponensenkénti összeadást:
{\displaystyle (x_{1},\ldots ,x_{n})+(y_{1},\ldots ,y_{n})=(x_{1}+y_{1},\ldots ,x_{n}+y_{n})}
illetve a {\displaystyle \cdot \colon K\times K^{n}\to K^{n}} skalárral szorzást:
{\displaystyle a\cdot (x_{1},\ldots ,x_{n})=(a\cdot x_{1},\ldots ,a\cdot x_{n})}.
Ezzel megkapjuk a {\displaystyle (K^{n},+,\cdot )} vektorteret, melyet nevezünk koordinátatérnek, standard vektortérnek vagy a {\displaystyle K} test fölötti {\displaystyle n} dimenziós vektortérnek.

## Ábrázolás oszlopvektorokkal
A koordinátavektorokat gyakran oszlopvektorokként jelölik. A vektorok összeadása és a skalárral szorzás megfelel a soronkénti összeadásnak és a soronkénti skalárral szorzásnak:
{\displaystyle {\begin{pmatrix}x_{1}\\\vdots \\x_{n}\end{pmatrix}}+{\begin{pmatrix}y_{1}\\\vdots \\y_{n}\end{pmatrix}}={\begin{pmatrix}x_{1}+y_{1}\\\vdots \\x_{n}+y_{n}\end{pmatrix}},\quad a\cdot {\begin{pmatrix}x_{1}\\\vdots \\x_{n}\end{pmatrix}}={\begin{pmatrix}a\cdot x_{1}\\\vdots \\a\cdot x_{n}\end{pmatrix}}}.
Ezek a műveletek megfelelnek a mátrixok összeadásának és a mátrixok skalárral szorzásának egyoszlopos mátrixok esetén.

## Példák

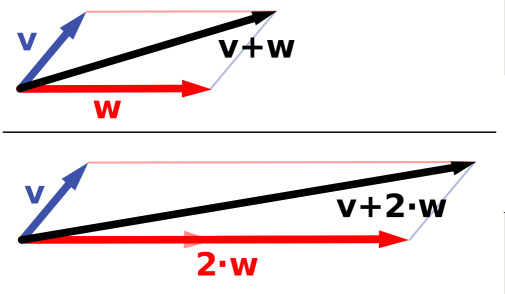
Kér vektor összeadása az euklidészi síkon (fent) és egy vektor szorzása a kettővel, mint skalárral (lent)

Egyik gyakran használt példa a valós számok fölött megalkotott koordinátatér. Az egydimenziós {\displaystyle \mathbb {R} ^{1}} tér esetén a vektortérben definiált összeadás és skalárral szorzás megfelel a valós számok összeadásának és szorzásának. A kétdimenziós valós {\displaystyle \mathbb {R} ^{2}} koordinátatérben a számpárok értelmezhetők az euklidészi sík helyvektoraiként. Ekkor a két koordináta éppen a helyvektor végpontjának Descartes-koordinátái. Ezzel az
{\displaystyle {\vec {v}}+{\vec {w}}={\begin{pmatrix}v_{1}\\v_{2}\end{pmatrix}}+{\begin{pmatrix}w_{1}\\w_{2}\end{pmatrix}}={\begin{pmatrix}v_{1}+w_{1}\\v_{2}+w_{2}\end{pmatrix}}}
összeadás a hozzátartozó vektorok összeadása, és a
{\displaystyle a\cdot {\vec {v}}=a\cdot {\begin{pmatrix}v_{1}\\v_{2}\end{pmatrix}}={\begin{pmatrix}a\cdot v_{1}\\a\cdot v_{2}\end{pmatrix}}}
skalárral szorzás a megfelelő vektor {\displaystyle a}-szorosára nyújtásának. Mindkét művelet eredménye szintén vektor a síkon. Hasonlóan, a valós {\displaystyle \mathbb {R} ^{3}} háromdimenziós koordinátatér értelmezhető a háromdimenziós euklideszi tér helyvektorai. Magasabb dimenzióban a dolog hasonlóan működik, még ha kevésbé szemléletes is.

## Tulajdonságok

### Neutrális elem és ellentett
A koordinátatér neutrális eleme az
{\displaystyle (0,\ldots ,0)}
nullvektor, ahol {\displaystyle 0} a {\displaystyle K} test nulleleme. Egy {\displaystyle (x_{1},\ldots ,x_{n})} vektor ellentettje az {\displaystyle (-x_{1},\ldots ,-x_{n})} vektor, ahol {\displaystyle -x_{i}} rendre az {\displaystyle x_{i}} koordináta ellentettje a {\displaystyle K} testben.

### Vektortér axiómák
A koordinátatér vektortér. Legyenek {\displaystyle x,y,z\in K^{n}} koordinátavektorok, {\displaystyle a,b\in K} skalárok; ekkor teljesülnek a következők:
- asszociativitás: {\displaystyle x+(y+z)=(x+y)+z}
- kommutativitás: {\displaystyle x+y=y+x},
- vegyes asszociativitás: {\displaystyle a\cdot (b\cdot x)=(a\cdot b)\cdot x}
- disztributivitások: {\displaystyle a\cdot (x+y)=a\cdot x+a\cdot y} és {\displaystyle (a+b)\cdot x=a\cdot x+b\cdot x}
- az egységelem neutralitása: {\displaystyle 1\cdot x=x}, ahol {\displaystyle 1} a {\displaystyle K} test egységeleme.

Mindezek a {\displaystyle K} test műveleteinek tulajdonságaiból adódnak, amelyeket az egyes koordinátákra alkalmazunk.

### Bázis
A koordinátatér standard bázisa a kanonikus egységvektorokból áll:
{\displaystyle \{e_{1},e_{2},\dotsc ,e_{n}\}=\{(1,0,\dotsc ,0),(0,1,0,\dotsc ,0),\dotsc ,(0,\dotsc ,0,1)\}},
ezek lineáris kombinációjával minden {\displaystyle x\in K^{n}} vektor kifejezhető:
{\displaystyle x=x_{1}\cdot e_{1}+\dotsb +x_{n}\cdot e_{n}}
A koordinátatér dimenziója:
{\displaystyle \dim(K^{n})=n}.
Bázistranszformációval további bázisokhoz juthatunk. Egy {\displaystyle (n\times n)}-es mátrix sorai és oszlopai akkor alkotják a {\displaystyle K^{n}} koordinátatér bázisát, ha a mátrix invertálható, vagyis teljes rangú.

### Lineáris leképezések
Két, azonos test fölötti koordinátatér közötti lineáris leképezések egyértelműen megfeleltethetők az adott test fölötti mátrixoknak: Legyen {\displaystyle A\in K^{m\times n}} mátrix {\displaystyle m} sorral és {\displaystyle n} oszloppal, ekkor a mátrix-vektor szorzás definiál egy
{\displaystyle f_{A}\colon K^{n}\to K^{m},\quad f_{A}(x)=A\cdot x}
lineáris leképezést. Megfordítva, minden {\displaystyle f\colon K^{n}\to K^{m}} lineáris leképezéshez tartozik egyértelműen egy {\displaystyle A_{f}\in K^{m\times n}} mátrix, úgy, hogy {\displaystyle f(x)=A_{f}\cdot x} minden {\displaystyle x\in K^{n}}-re. {\displaystyle A_{f}} oszlopai ekkor a standard bázis vektorainak képei:
{\displaystyle A_{f}={\bigl (}f(e_{1})\mid \cdots \mid f(e_{n}){\bigr )}}.
A mátrixok a mátrixösszeadással és a skalárral szorzással szintén vektorteret alkotnak, a mátrixteret.

### Izomorfizmus
Ha {\displaystyle V} egy {\displaystyle K} fölötti {\displaystyle n}-dimenziós vektortér, akkor izomorf a  {\displaystyle K^{n}} koordinátatérrel,
{\displaystyle V\cong K^{n}}.
Ugyanis válasszunk egy {\displaystyle \{b_{1},\dotsc ,b_{n}\}} bázist {\displaystyle V}-ben, így minden {\displaystyle v\in V} vektor előáll, mint
{\displaystyle v=c_{1}\cdot b_{1}+\dotsb +c_{n}\cdot b_{n}}
ahol {\displaystyle c_{1},\dotsc ,c_{n}\in K}. Ezzel minden {\displaystyle v\in V} vektor reprezentálható, mint {\displaystyle (c_{1},\dotsc ,c_{n})\in K^{n}}. Megfordítva, minden koordináta-{\displaystyle n}-es pontosan egy vektornak felel meg a bázis vektorainak lineáris függetlensége miatt. Tehát a
{\displaystyle K^{n}\to V,\quad (c_{1},\dotsc ,c_{n})\mapsto c_{1}\cdot b_{1}+\dotsb +c_{n}\cdot b_{n}}
leképezés bijektív, és mivel lineáris is, izomorfizmus a két vektortér között. Mivel így minden {\displaystyle K} test fölötti {\displaystyle n} dimenziós vektortér izomorf a {\displaystyle K^{n}} koordinátatérrel, azért minden ugyanazon test fölötti, ugyanazon dimenziós vektortér izomorf egymással. Más szavakkal, a vektorterek izomorfia erejéig jellemezhetők alaptestükkel és dimenziójukkal.
A véges dimenziós vektortereknek ez az azonosítása a koordinátatérrel magyarázza a standard tér elnevezést. Konkrét számolások esetén a koordinátavektorokkal számolnak, ám elméleti szinten inkább alaptestükkel és dimenziójukkal jellemzett absztrakt terekkel foglalkoznak, mivel nem akarnak egy már eleve kiválasztott bázis/koordináta-rendszer mentén érvelni.

## Gazdagabb struktúrák
A koordinátatér a következő struktúrákká fejleszthető:
- Egy valós vagy komplex vektorteret ellátunk egy skalárszorzattal, például standard skalárszorzattal, akkor skalárszorzatos vektorteret kapunk. Mivel itt az indukált metrika teljes, azért rögtön Hilbert-teret kapunk.
- Egy valós vagy komplex vektorteret ellátunk egy vektornormával, például euklidészi vagy más p-normával, ekkor normált teret kapunk. Az indukált metrikával Banach-tér.
- Egy valós vagy komplex vektorteret ellátunk egy topológiával, például a standard topológiával. Így topologikus vektorteret kapunk, amennyiben az összeadás és a skalárral szorzás folytonos a topológiában.

## Fordítás
Ez a szócikk részben vagy egészben  a   Koordinatenraum című német Wikipédia-szócikk fordításán alapul.  Az eredeti cikk szerkesztőit annak laptörténete sorolja fel. Ez a jelzés csupán a megfogalmazás eredetét és a szerzői jogokat jelzi, nem szolgál a cikkben szereplő információk forrásmegjelöléseként.